# Marmo verde Alpi
Il Marmo verde Alpi appartiene all’ampia categoria delle pietre verdi. 
Le pietre verdi sono rocce magmatiche serpentinose a struttura brecciata che hanno subito processi di metamorfismo con deposizione chimica di calcite bianca da acque circolanti ricche in bicarbonato di calcio. 

## Descrizione
I Verdi della Valle d'Aosta, dal caratteristico color verde scuro con venature biancastre, costituiscono un particolare esempio di oficalci: tra cui Verde Aver, Verde Issorie, Verde Saint-Denis e Verde Issogne.
L’elevata lucidatura, che si può raggiungere grazie alla loro durezza, esalta il contrasto cromatico tra il verde del serpentino ed il bianco della calcite. Sono considerate rocce ornamentali di pregio per rivestimenti.

## Storia
Il marmo verde valdostano fu scoperto nel 1922 da Andrea Mascardi, da allora in poi è stato esportato nelle sue diverse varianti in Germania, negli Emirati Arabi, in Giappone, in Russia e negli Stati Uniti, in particolare a Las Vegas, dov'è tuttora un ricercatissimo materiale di rivestimento.

## Utilizzo
Tra i vari locali rivestiti con questo marmo si ricorda l'atrio del Palazzo di vetro del Segretariato delle Nazioni Unite dove ci sono diversi pilastri ricoperti di marmo verde.